# Залесье (Городнянский район)
Зале́сье (укр. Залісся) – село, расположенное на территории Городнянского района Черниговской области (Украина). Залесье — самый западный населённый пункт Городнянсокого района. Расположено в 26 км на юго-запад от райцентра Городни. Население — 34 чел. (на 2006 г.). Адрес совета: 15140, Черниговская обл., Городнянский р-он, село Моложава, ул. Горького,28 , тел. 3-36-15. Ближайшая ж/д станция — Замглай (линия Гомель-Чернигов), 9 км (напрямую).